# 海道衛秀
海道 衛秀（かいどう もりひで、1984年7月14日 - ）は、富山県氷見市出身の元ハンドボール選手。
氷見市立窪小学校、氷見市立西條中学校を経て富山県立氷見高等学校へと入学。チームではキャプテンを務め、インターハイで優勝するなどして高校生ながら日本代表の候補に挙げられた。高校卒業後は筑波大学へと入学した。
2008年からはトヨタ紡織九州レッド・トルネードへ入団し、日本代表に選出された。
2014-15年シーズン限りで現役を引退した。